# 考爱阿利伊努伊
考爱阿利伊努伊是考爱岛和尼豪岛历史上的最高统治者。
与其他夏威夷群岛的君主一样，考爱岛的阿利伊努伊也声称他们是天父瓦凯亚和地母帕帕哈瑙莫库的后裔。瓦凯亚的第14代后裔纳纳乌鲁是考爱岛第一王朝的创建者莫伊克赫的祖先，莫伊克赫的王朝在两代之后被取代。考爱岛第二王朝，即普纳王朝，由拉阿-迈-卡希基建立，他是普纳-伊-穆阿的第11代后裔，而普纳-伊-穆阿则是瓦凯亚的第24代后裔。每个阿利伊血统都源远流长，但北方王国孕育了许多人们渴望接纳的伟大血统，包括卡美哈梅哈，他们被视为“最纯正的血统”。拉阿-迈-卡希基建立的王国，尽管与卡美哈梅哈的祖辈建立的王国非常相似，但其文化略有不同。普纳王朝的最后一任阿利伊努伊是卡维洛伊卡纳卡，他被卡维洛-阿-迈胡纳-阿利伊推翻。卡维洛-阿-迈胡纳-阿利伊去世后，考爱岛落入瓦胡岛统治者库阿利伊手中。
1810年，末任考爱阿利伊努伊考穆阿利伊与夏威夷王國国王卡美哈梅哈一世达成协议，和平结束自己的统治，以避免流血冲突。该协议允许考穆阿利伊继续担任阿利伊努伊直到去世，而所有土地将在他去世后归卡美哈梅哈的继承人所有。1821年，卡美哈梅哈一世去世后，卡美哈梅哈二世到考爱岛就该协议进行重新谈判，未取得考爱岛的任何土地。这激怒了夏威夷王国库希纳努伊（相当于首相或摄政）、卡美哈梅哈一世的遗孀卡阿胡玛努，她在卡美哈梅哈二世离开后前往考爱岛，绑架考穆阿利伊，将其带到火奴鲁鲁，并强迫考穆阿利伊娶她为妻。考穆阿利伊于1824年去世后，他的儿子乔治·考穆阿利伊恢复他的原名“胡梅胡梅”，并试图在考爱岛重新建立独立王国，但最终也被捕并被带到火奴鲁鲁。

## 列表
- 莫伊克赫
- 哈乌拉努伊阿伊凯阿
- 拉阿-迈-卡希基
- 阿胡基尼-阿-拉阿
- 卡马哈诺
- 卢阿努乌
- 库科纳（1350年—1380年）。库科纳在位时，夏威夷岛高级酋长卡拉努伊欧华（英语：Kalaunuiohua）率军入侵考爱岛。卡拉努伊欧华在科罗亚的海岸登陆，与库科纳的军队展开战斗。卡拉努伊欧华兵败被俘。
- 马诺卡拉尼波（1380年—1410年）
- 考乌马卡阿马诺（1410年—1430年）
- 卡哈库阿卡内（1430年—1460年）
- 库瓦卢帕乌卡莫库（1460年—1480年）
- 卡哈库马卡帕韦奥（1480年—1510年）
- 卡拉尼库库马（1510年—1540年）
- 卡哈库马卡利乌阿·哈库马卡利乌阿（1540年—1560年）
- 卡马卡普（1560年—1580年）
- 卡维洛-马哈马哈伊亚（1580年—1600年）
- 卡维洛马库阿卢阿（1600年—1620年）
- 卡维洛伊卡纳卡（1620年—1650年）
- 卡维洛-阿-迈胡纳-阿利伊（约1650年—1670年），篡位者
- 库伊凯-阿拉-伊-凯乌奥-奥-卡拉尼·乌努-伊-阿凯阿·库-阿利伊（英语：Kualii）（1670年—1730年）
- 佩雷伊奥霍拉尼（英语：Peleioholani）（1730年—1770年）
- 卡马卡黑雷伊（英语：Kamakahelei）（女，1770年—1794年）
- 考穆阿利伊（英语：Kaumualiʻi）（1794年—1810年）[2]